# ダーク・ビッケンバーグ
ダーク・ビッケンバーグ（Dirk Bikkembergs、1962年1月2日 - ）はドイツ出身のファッションデザイナー。父はベルギー人、母はドイツ人。ベルギーでは「ビッケンベルフス」と呼ばれている。
アントウェルペン王立芸術学院を卒業したアントウェルペンの6人の一人。卒業後、数年の間ジャン＝ポール・ゴルチエの下で働いた。
メンズの靴のコレクションからはじめ、1985年にはシューズライン"DB"を設立。1989年にはパリ・コレクションにメンズで参加、1993年からはレディースも手がけている。
メンズをルーツとするデザイナーらしく、しっかりした素材とシンプルなデザインが特徴で、ミリタリー・テイストをよく取り入れたり、レザーも多用する。
2001年にはベルギーの家具メーカー、ブロ社で家具のデザインも手がけた。
かつてはイタリア・セリエAのサッカークラブ「インテル・ミラノ」の公式イブニングウェアを手がけていたが、現在は小規模のサッカークラブ「FCフォッソンブローネ」（FC Fossombrone）（イタリア・ペーザロ・エ・ウルビーノ県フォッソンブローネ）を買収し、自らユニフォームや靴、Tシャツなどサッカーウェアをデザインし、高級サッカーウェアの普及を目指している。